# Porezen
Der Porezen ist ein Berg im Bergland von Cerkno mit einer Höhe von 1630 m ü. A..

## Lage und Beschreibung
Der Berg ist der höchste Gipfel von Cerkljansko und bietet eine wunderschöne Aussicht auf die umliegenden Hügel. Die Hänge an der Süd- und Westseite sind reich an Bergblumen, während die Nord- und Osthänge mit Wäldern bewachsen sind. Bergwanderer erreichen ihn unter anderen über den Slowenischen Bergwanderweg Slovenska planinska pot und den Europäischen Fernwanderweg E7.
Auf dem Berg befinden sich die Überreste eines Labyrinths aus unterirdischen Tunneln, die die Befestigungsanlagen auf der Nord- und Ostseite des Flusses Porežno verbinden. Die Befestigungsanlagen waren Teil des italienischen Befestigungssystems Alpenwall (Vallo Alpino), das die Italiener vor dem Zweiten Weltkrieg im Grenzgebiet zum Königreich Jugoslawien errichteten. Auf dem Gipfel steht ein Denkmal in Erinnerung an Opfer des slowenischen Befreiungskampfes im Zweiten Weltkrieg.